# Comunità montana Valle del Santerno
La Comunità montana Valle del Santerno era una comunità montana della città metropolitana di Bologna esistita fino al 2009. Comprendeva i Comuni di Borgo Tossignano, Casalfiumanese, Castel del Rio e Fontanelice, situati nella parte est della provincia e a sud di Imola. La sede della Comunità montana fu stabilita a Fontanelice.
Prende nome dal fiume Santerno che ne attraversa i territori comunali; sul suo territorio è compreso anche parte del Parco Regionale Vena del Gesso Romagnola, che tutela importanti affioramenti gessosi.

## Scioglimento della comunità montana
Nel 2008 è stata emessa una delibera dalla Regione Emilia-Romagna che propone lo scioglimento della comunità montana e una riorganizzazione territoriale come segue:
()